# Сивчуга
Си́вчуга — река в Вологодской и Архангельской областях России. Левый приток Кулоя (бассейн Ваги).
Длина реки — 82 км, площадь водосборного бассейна — 226 км². Берёт начало из болота Большое Сипо в Верховажском районе (Вологодская обл.), в 10,5 км к западу от посёлка Рогна. Течёт по лесам на север, в низовьях протекает по Вельскому району (Архангельская обл.). Впадает в Кулой по левому берегу 46 км от его устья, в месте скопления деревень Стрелецкая, Порядинская, Ворыгинская.
Средний расход воды на границе областей составляет 1,43 м³/с.
Значимых притоков не имеет, основной приток — Расловка (лв).
Значительная часть бассейна покрыта лесом, имеется участок открытой местности в среднем течении, где на берегах компактно расположены деревни Спицынская, Яльничевская, Безымянная, Истопочная, Звеглевицы и Горка. В низовьях на реке также находится деревня Раменье. Имеются мосты через реку в местах скопления деревень и на лесных дорогах в верховьях.

## Данные водного реестра
- Бассейновый округ — Двинско-Печорский
- Речной бассейн — Северная Двина
- Речной подбассейн — Северная Двина ниже места слияния Вычегды и Малой Северной Двины
- Водохозяйственный участок — Вага
- Код водного объекта — 03020300212103000028766[3]